# Bordeaux-Parijs 1896
De zesde editie van de Franse wielerwedstrijd Bordeaux-Parijs startte met 32 deelnemers op zaterdag 24 mei 1896 op het middaguur. De eerste renners arriveerden zondagochtend 25 mei op de wielerbaan Vélodrome de la Seine in Parijs.

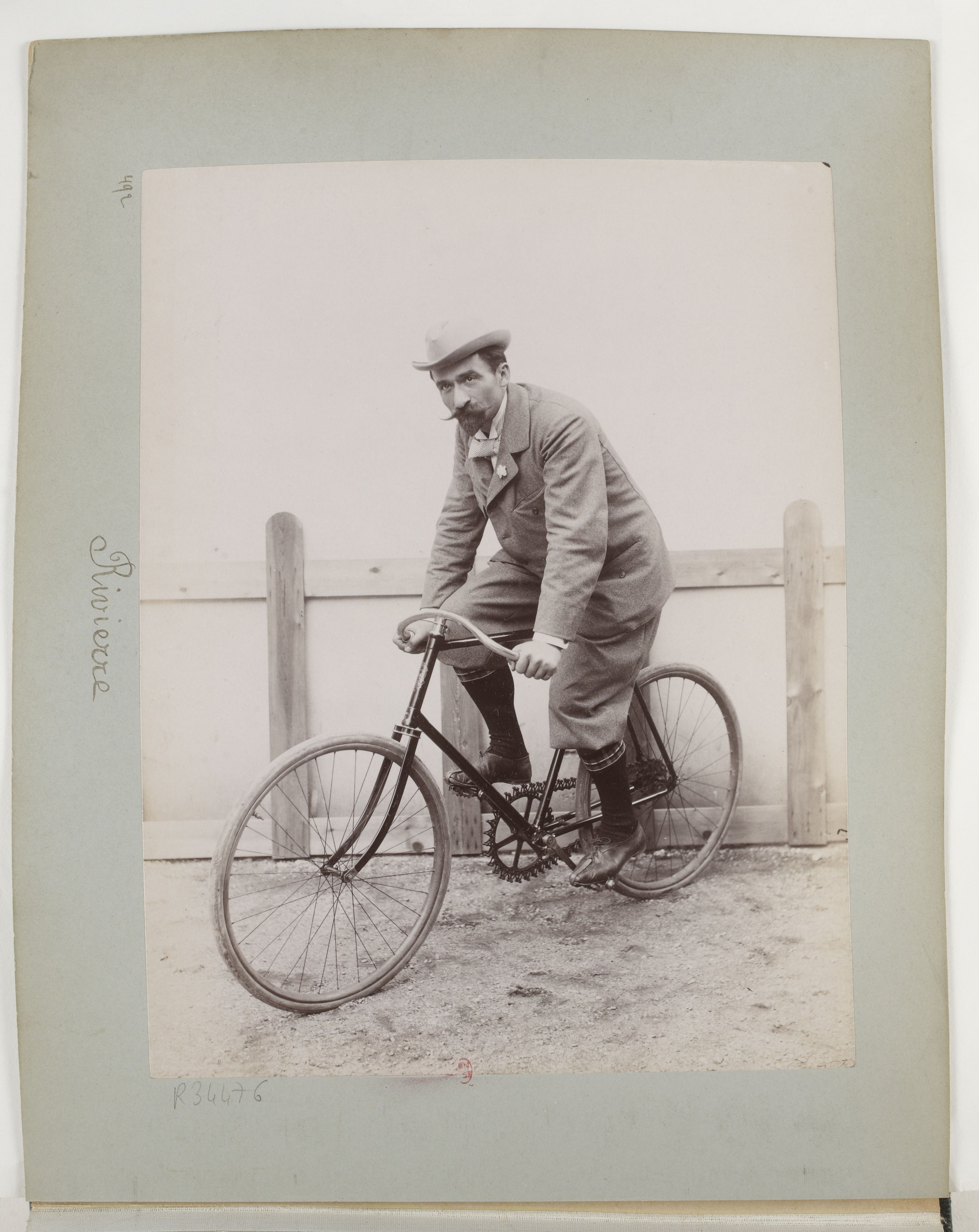
Rivierre als nummer twee ook winnaar.

## Verloop
De wedstrijd werd gewonnen door de Engelsman Arthur Linton. 
Hij werd gediskwalificeerd omdat hij een verkeerde weg had ingeslagen. Daardoor zou hij vier kilometer te weinig hebben gereden. Linton kwam op het einde, vlak voor het oprijden van de wielerbaan, ten val doordat een toeschouwer de weg overstak. De organisatie besloot daarop twee winnaars aan te wijzen: Linton en de Fransman Gaston Rivierre die als tweede was gefinisht. Zij moesten de premie, 3.000 Franse frank voor de winnaar en 1.000 frank voor de nummer twee, samen delen.

## Uitslag
| Plaats  | Naam               | tijd       |
| ------- | ------------------ | ---------- |
| Winnaar | Arthur Linton      | 21u18'20"  |
| 2       | Gaston Rivierre    | + 1'02"    |
| 3       | Marius Thé         | + 55'22"   |
| 4       | W. Neason          | + 1u52'27" |
| 5       | Mathieu Cordang    | + 2u11'12" |
| 6       | R. Carlisle        | + 2u31'32" |
| 7       | Camille Bretonnet  | + 2u48'00" |
| 8       | Liermi             | ?          |
| 9       | Marcel Kerff       | ?          |
| 10      | Alexandre Foureaux | ?          |

1891 · 
1892 · 
1893 · 
1894 · 
1895 · 
1896 · 
1897 · 
1898 · 
1899 · 
1900 · 
1901 · 
1902 · 
1903 · 
1904 · 
1905 · 
1906 · 
1907 · 
1908 · 
1909 · 
1910 · 
1911 · 
1912 · 
1913 · 
1914 · 
1915 · 
1916 · 
1917 · 
1918 · 
1919 · 
1920 · 
1921 · 
1922 · 
1923 · 
1924 · 
1925 · 
1926 · 
1927 · 
1928 · 
1929 · 
1930 · 
1931 · 
1932 · 
1933 · 
1934 · 
1935 · 
1936 · 
1937 · 
1938 · 
1939 · 
1940 · 
1941 · 
1942 · 
1943 · 
1944 · 
1945 · 
1946 · 
1947 · 
1948 · 
1949 · 
1950 · 
1951 · 
1952 · 
1953 · 
1954 · 
1955 · 
1956 · 
1957 · 
1958 · 
1959 · 
1960 · 
1961 · 
1962 · 
1963 · 
1964 · 
1965 · 
1966 · 
1967 · 
1968 · 
1969 · 
1970 · 
1971 · 
1972 · 
1973 · 
1974 · 
1975 · 
1976 · 
1977 · 
1978 · 
1979 · 
1980 · 
1981 · 
1982 · 
1983 · 
1984 · 
1985 · 
1986 · 
1987 · 
1988